# No va más (álbum)
No va más es el sexto disco de la banda española de heavy metal Barón Rojo. El disco se publicó en 1988 y fue producido por Barón Rojo para Chapa/Serdisco.

## Detalles
Armando de Castro tocó los teclados en "Cansado de esperar" y "Mil años luz" y el banjo en "Celtas cortos" y Sherpa tocó el violín chino en "Celtas cortos" y los teclados en "Mil años luz".
Si bien es uno de los discos menos apreciados de la banda constituye un importante contraste con anteriores entregas dada la experimentación con instrumentos no tradicionales y la intención de crear un álbum conceptual.
Su distribución fue muy reducida fuera de España y se grabó casi por cumplir el contrato, dado que la banda pasaba por un mal momento que mermó la creatividad de sus miembros. Pese a lo dicho, canciones como "Travesía urbana" y "Mil años luz" lograron gran aceptación de sus seguidores, y entraron a formar parte de los mejores clásicos de la banda.

## Lista de canciones
1. "Travesía urbana" (J.L. Campuzano & Carolina Cortés) - 4:41
2. "Cansado de esperar" (Armando de Castro & Carlos de Castro) - 4:50
3. "El gladiador" (J.L. Campuzano & Carolina Cortés) - 4:17
4. "En tinieblas" (Armando de Castro & Carlos de Castro) - 5:10
5. "Los domingos son  aburridos" (Hermes Calabria & J.L.Campuzano) - 3:43
6. "Kamikaze" (Armando de Castro & Carlos de Castro) - 3:40
7. "Trampa y cartón" (Carlos de Castro & Armando de Castro) - 4:41
8. "Carga y descarga" (Carolina Cortés, Hermes Calabria & J.L.Campuzano) - 4:10
9. "Celtas cortos" (Carlos de Castro & Armando de Castro) - 5:25
10. "Mil años luz" (J.L. Campuzano & Carolina Cortés) - 5:03

## Personal
- Armando de Castro: Guitarras, guitarras (acústicas), voces (acompañamiento), teclados en "Cansado de esperar" y "En tinieblas", banjo en "Celtas cortos"
- Carlos de Castro: Guitarra solista y rítmica, coros, voz principal en "Cansado de esperar", "En tinieblas", "Kamikaze", "Trampa y cartón" y "Celtas cortos"
- José Luis Campuzano: Bajo, coros, voz principal en "Travesía urbana", "El gladiador", "Carga y descarga", "Mil años luz"; Teclados en "Mil años luz" y Violín Chino en "Celtas cortos"
- Hermes Calabria: Batería
- Pepe Robles: Coros en ”El gladiador” y “Travesía urbana”
- Nieves Santos y Norberto Draghi: Coros en “Travesía urbana”